# Marco Furio Ferrario
Marco Furio Ferrario (Milano, 1984) è un saggista e curatore italiano.

## Biografia
Laureato in Filosofia presso l'Università Vita-Salute San Raffaele, ha conseguito la Laurea Magistrale in Scienze cognitive presso l'Università degli Studi di Milano, in entrambi i casi sotto la guida di Edoardo Boncinelli.
Nel 2022 ha curato la prima partecipazione Nazionale della Repubblica della Namibia alla Biennale d'arte di Venezia con la mostra A Bridge to the Desert dell'artista RENN da lui scoperto per caso nel deserto del Namib.
Ha scritto e curato saggi di divulgazione scientifica e filosofica a sfondo politico, tra cui L'animale inquieto: storia naturale della scontentezza, scritto a quattro mani con Edoardo Boncinelli e OGM: Ogni Giorno Mangiamo cibo 2.0, con Federico Baglioni e interventi dell'economista Dario Frisio, del giurista Paolo Borghi e del biotecnologo Piero Morandini.
Ha diretto attività imprenditoriali diverse, tra cui una bancarella per innovare il commercio ambulante su strada e una catena di ricezione di lusso nel deserto del Namib.
Ha collaborato con la rivista liberale Strade e con testate di divulgazione scientifica, affrontando temi di attualità intrecciati a riflessioni filosofiche sul rapporto tra società e ricerca.
Nel saggio L'animale inquieto propone un'origine evolutiva della scontentezza rintracciandone le radici biologiche e quelle culturali e presenta una teoria inedita dell'ironia come evoluzione culturale del grooming. Boncinelli e Ferrario analizzano l'ironia evidenziandone le funzioni di legante sociale, di conforto e di attenuazione dello stress, suggerendo che l'ironia possa essere l'evoluzione culturale delle primordiali pratiche di grooming, nel senso che rappresenterebbe un potenziamento delle funzioni avanzate del grooming stesso, in accordo con la visione più recente dell'etologia che ne sottolinea l'importanza per il benessere individuale e sociale degli animali, ben oltre la basilare funzione di toilettatura. A differenza del grooming classico, che richiede la prossimità e il contatto fisico, l'ironia sarebbe "una strategia culturale con cui noi umani abbiamo inventato il grooming a distanza: l’accudimento, cioè, di un numero potenzialmente illimitato di individui. Il suo fine è di rilassare gli altri, farli stare bene e consolidare i rapporti sociali".

## Opere
- L'animale inquieto. Storia naturale della scontentezza, (con Edoardo Boncinelli), Il Saggiatore (casa editrice), 2024, ISBN 9788842834229
- A bridge to the desert. The Lone Stone Men by Renn, (catalogo d'arte del Padiglione Namibia alla 59ª Biennale d'Arte di Venezia), Electa, 2022, ISBN 9788892822351
- OGM: Ogni Giorno Mangiamo cibo 2.0, Dialoghi su natura scienza e cultura, con Federico Baglioni, Edoardo Boncinelli, Paolo Borghi, Dario Frisio, Piero Morandini, Falco Editore, 2016, ISBN 9788868291808